# Lug (Pfalz)

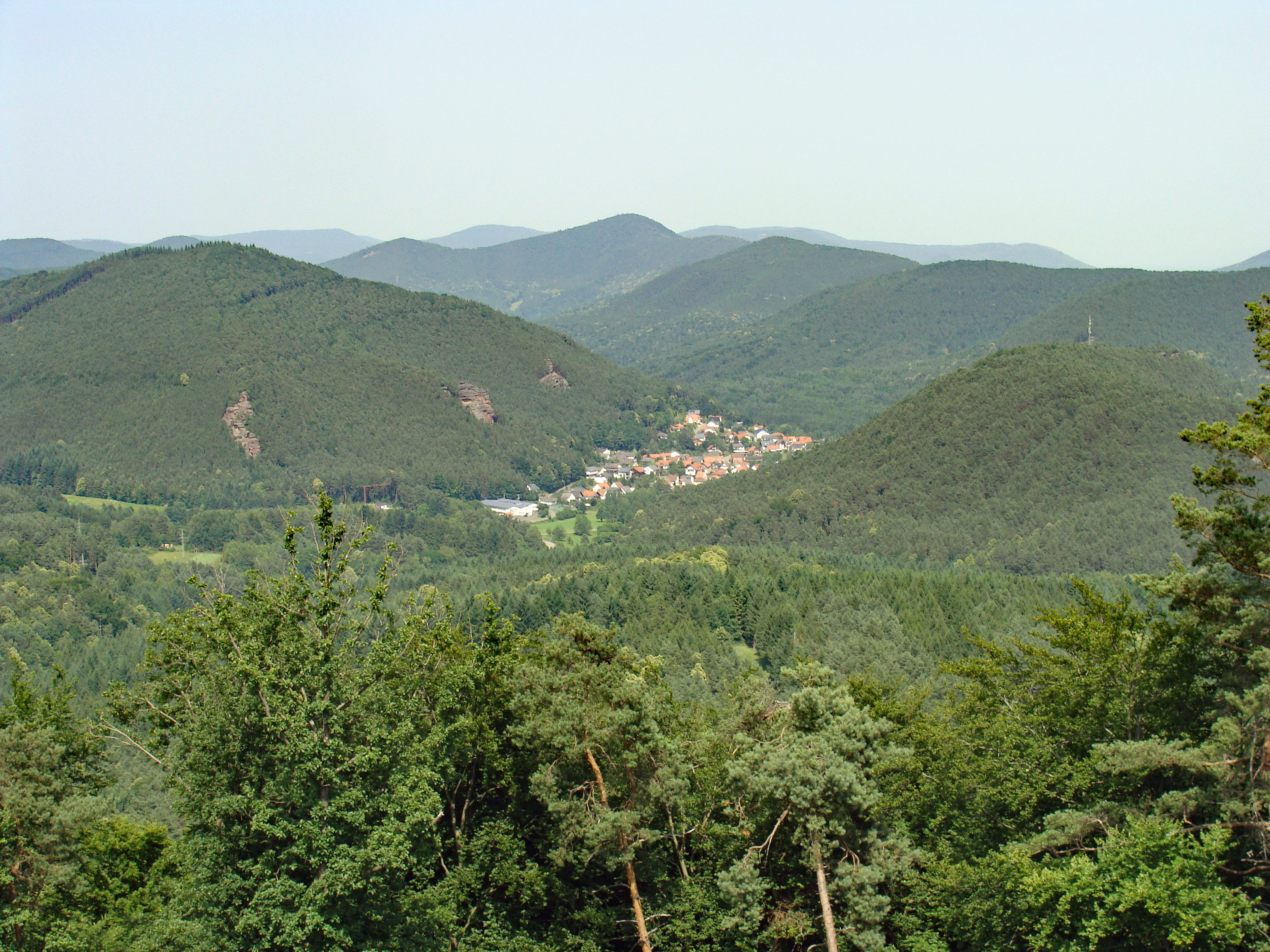
Lug vom Hühnerstein aus betrachtet

Lug ist die am weitesten östlich liegende Ortsgemeinde des in Rheinland-Pfalz liegenden Landkreises Südwestpfalz. Sie gehört der Verbandsgemeinde Hauenstein an, innerhalb derer sie gemessen an der Fläche die zweitkleinste Gemeinde darstellt. Vor der Gebietsreform im Jahr 1969 gehörte Lug zum Landkreis Bergzabern.

## Geographie

### Lage
Lug liegt im sogenannten Wasgau, einer Mittelgebirgslandschaft, die aus dem Südteil des Pfälzerwaldes gebildet wird und ist Teil des zum Dahn-Annweiler Felsenland gehörenden Dahner Felsenlandes. Unmittelbar östlich schließt sich der Landkreis Südliche Weinstraße an. Die Entfernung zur französischen Grenze und ins Elsass beträgt Luftlinie etwa 15 Kilometer. Nachbargemeinden sind – im Uhrzeigersinn – Wernersberg, Völkersweiler, Gossersweiler-Stein, Schwanheim und Spirkelbach.

### Erhebungen
Die Siedlung befindet sich in einer Senke zwischen Heischberg, Nesselberg und Höllenberg, die sich überwiegend bereits jenseits der Gemeindegemarkung befinden. Der Ortsmittelpunkt mit der Kirche liegt auf etwa 210 m ü. NN, der höchste Punkt der Gemarkung Lug, der Gipfel des Höllenberges, hat eine Höhe von 450 m ü. NN.

### Gewässer
Der Ort liegt im Tal des Rimbaches, der auf Höhe von Annweiler in die Queich fließt. Vor Ort nimmt dieser von links den Lugbach auf. Entlang der Gemarkungsgrenze zu Wernersberg mündet von links in diesen der Kisselbach. Der Triebborn, ein rechter Nebenfluss des Rimbachs, bildet im Südosten teilweise die Gemarkungsgrenze zu Schwanheim.

## Geschichte
Lug wird in einer Urkunde Kaiser Heinrichs III., ausgestellt am 7. September 1046 in Augsburg, erstmals urkundlich erwähnt. Zusammen mit dem Dorf Pillungisbach schenkte Heinrich den Weiler Lug, in der Urkunde Luoch genannt, dem Hochstift Speyer. Der Name Pillungisbach konnte bisher keinem der heutigen Dörfer der Region zugeordnet werden.
Dafür, dass Lug wesentlich älter ist, gibt es mehrere Indizien: Einerseits schreibt Heinrich III. in der Urkunde, dass er die beiden Dörfer bereits von seiner Großmutter Adelheid von Metz geerbt habe, andererseits existierte in Lug zur Zeit der Schenkung bereits eine funktionierende Mühle.
Bis zum Ende des 18. Jahrhunderts gehörte der Ort zum Unteramt Landeck, das sich im gemeinschaftlichen Besitz der Kurpfalz und des Hochstifts Speyer befand. Nach der Einnahme des Linken Rheinufers durch französische Revolutionstruppen (1794) war Lug von 1798 bis 1814 dem Kanton Annweiler im Département Donnersberg zugeordnet und wurde von der Mairie in Schwanheim verwaltet. Aufgrund der auf dem Wiener Kongress (1815) getroffenen Vereinbarungen waren die Pfalz und damit auch die Gemeinde Lug zunächst Österreich zugeordnet worden. In einem 1816 geschlossenen Staatsvertrags trat Österreich das Gebiet an das Königreich Bayern ab. Der nunmehr Bayerische Kanton Annweiler gehörte im neu geschaffenen Rheinkreis vorläufig noch zu dem aus dem vorherigen Arrondissement gebildeten Bezirk Zweibrücken und kam am 1. August 1816 zum Bezirk Landau. Nach der Untergliederung der Bezirke in Landkommissariate im Jahr 1818 gehörte Lug zum Landkommissariat Bergzabern, das 1862 in ein Bezirksamt umgewandelt wurde.
1939 wurde der Ort in den Landkreis Bergzabern eingegliedert. Nach dem Zweiten Weltkrieg wurde Lug innerhalb der französischen Besatzungszone Teil des damals neu gebildeten Landes Rheinland-Pfalz. Im Zuge der ersten rheinland-pfälzischen Verwaltungsreform wechselte der Ort 1969 in den Landkreis Pirmasens (ab 1997 Landkreis Südwestpfalz). Drei Jahre später wurde er in die neu geschaffene Verbandsgemeinde Hauenstein eingegliedert.

## Bevölkerung

### Einwohnerentwicklung
1815 hatte die Gemeinde insgesamt 190 Einwohner. 1928 hatte die Gemeinde bereits 352 Bewohner, die in 57 Wohngebäuden lebten. 2005 lebten 658 Menschen in der Gemeinde, ein Jahr später waren es 650. In den folgenden anderthalb Jahrzehnten sank sie weiter, sodass die Einwohnerzahl mittlerweile unter 600 liegt.

### Religion
1928 gehörten die Katholiken zur Pfarrei von Schwanheim und die Protestanten zu derjenigen von Annweiler. 2012 waren 72,2 Prozent der Einwohner katholisch und 12,6 Prozent evangelisch. Die übrigen gehörten einer anderen Religion an oder waren konfessionslos. Die Katholiken gehören zum Bistum Speyer und unterstehen dort dem Dekanat Pirmasens, die Evangelischen zur Protestantischen Landeskirche Pfalz.

## Politik
Bei Bundestagswahlen gehört Lug seit 1972 zum Wahlkreis Pirmasens. 1965 und 1969 war die Gemeinde Bestandteil des Wahlkreises Landau, davor gehörte sie bis 1961 zum Wahlkreis Zweibrücken. Bei Landtagswahlen war die Gemeinde von 1991 bis 2016 Bestandteil des Wahlkreises Pirmasens-Land. Aufgrund des Bevölkerungsrückgangs der Region wurde er aufgelöst, sodass Lug seit 2021 zum Wahlkreis Pirmasens gehört.

### Gemeinderat
Der Gemeinderat in Lug besteht aus zwölf Ratsmitgliedern, die bei der Kommunalwahl am 9. Juni 2024 in einer Mehrheitswahl gewählt wurden, und dem ehrenamtlichen Ortsbürgermeister als Vorsitzendem.

### Bürgermeister
Hermann Rippberger wurde am 15. Juli 2014 Ortsbürgermeister von Lug. Da bei der Direktwahl am 9. Juni 2024 kein Wahlvorschlag eingereicht wurde, oblag die Neuwahl des Bürgermeisters gemäß rheinland-pfälzischer Gemeindeordnung dem Rat. Dieser bestätigte auf seiner konstituierenden Sitzung am 11. Juli 2024 den bisherigen Ortsbürgermeister Hermann Rippberger für weitere fünf Jahre in seinem Amt.
Rippbergers Vorgänger, Winfried Schäfer, hatte das Amt 25 Jahre ausgeübt.

### Wappen
| Wappen von Lug | Blasonierung: „Von Grün und Silber mit Scharte geteilt, oben ein goldener Reichsapfel mit rotem Reif und goldenem Kleeblattkreuz, unten zwei gleichschenklige schwebende rote Tatzenkreuze.“ |
| Wappen von Lug | Es wurde 1984 von der Bezirksregierung Neustadt genehmigt. |

### Partnergemeinden
Partnergemeinden sind Mollkirch in Frankreich im elsässischen Département Bas-Rhin und der im Bundesland Brandenburg liegende Ort Lug, einem Ortsteil von Bronkow.

## Kultur

### Kulturdenkmäler

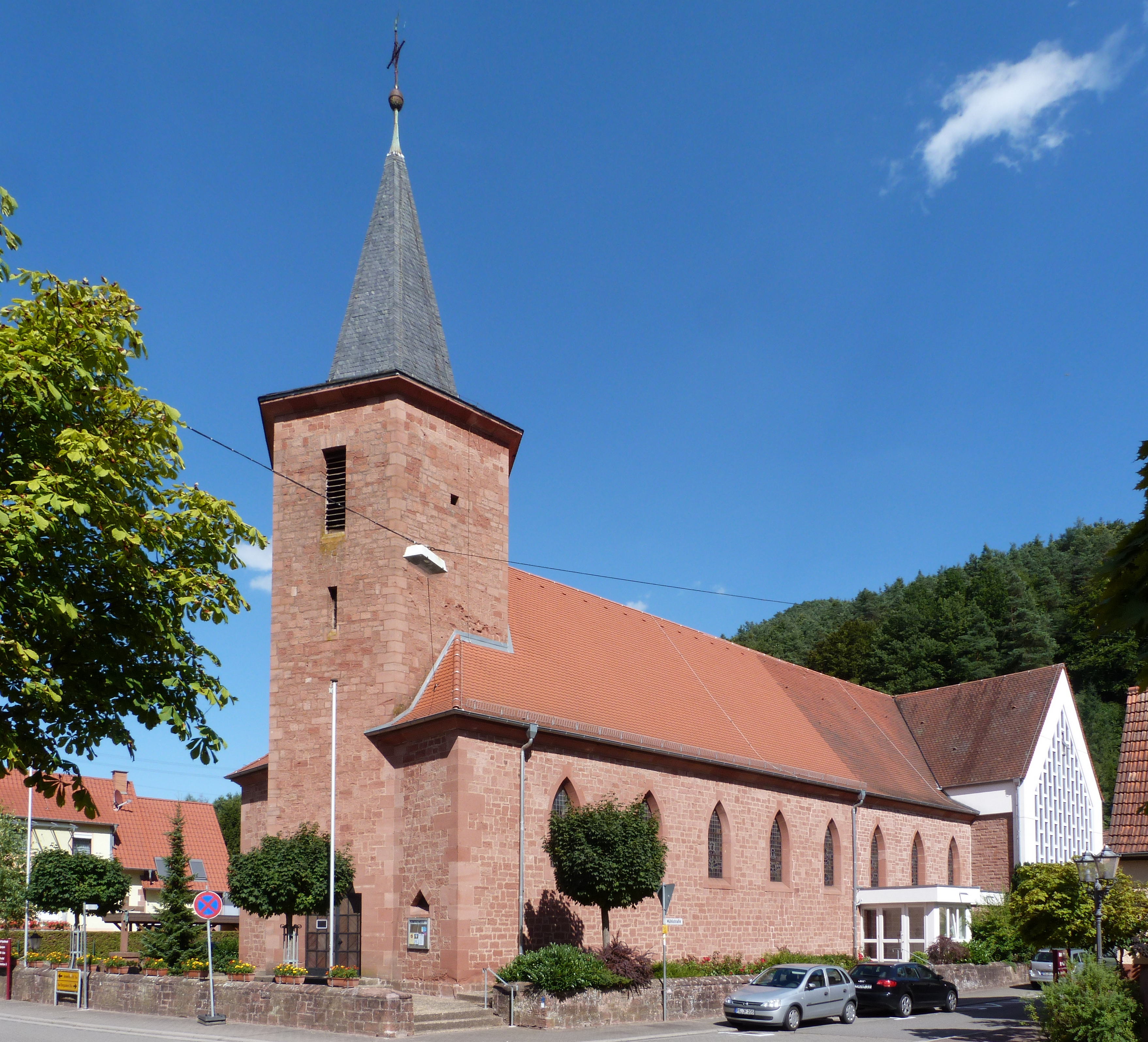
Denkmalgeschützte Katholische Kirche Allerheiligen

Mit der katholischen Kirche Allerheiligen, einem Wegekreuz und einem Friedhofskreuz befinden sich vor Ort insgesamt drei Objekte, die unter Denkmalschutz stehen. Erstere enthält eine im Jahr 1996 von Hugo Mayer Orgelbau errichtete Orgel.

### Natur
Die Ortsgemeinde liegt im Naturpark Pfälzerwald, der wiederum zum Biosphärenreservat Pfälzerwald-Vosges du Nord gehört. Die Umgebung von Lug ist geprägt durch die bizarren, verwitterten Buntsandsteinfelsen, die teilweise zu den touristischen Zielen des Dahner Felsenlandes zählen. Die Böden sind hingegen sandig und ertragsarm.
Wichtigste Gipfel im Luger Gebiet sind der Friedrichsfels – oft alternativ als Luger Friedrich bezeichnet – mit einer markanten Abseilstelle in Form einer weit hervorragenden Felsnase (Gesamthöhe 59 m) und die maximal 45 m hohen Luger Geiersteine, die aus einem Massiv mit einer ebenso markanten Felsnase (Geierschnabel) und dem freistehenden Geierturm bestehen. Der Geierturm trägt eine eiserne Wetterfahne.

## Wirtschaft und Infrastruktur

### Verkehr
Am südlichen Ortsrand verläuft die Landesstraße 495, die den Ort mit Hauenstein und Völkersweiler verbindet. Von dieser zweigen die Kreisstraße 54 nach Spirkelbach und die durch die Bebauung führende Kreisstraße 91 ab, die Richtung Wernersberg und Annweiler am Trifels führt und nach Überschreiten der Kreisgrenze zur Kreisstraße 65 wird. Der Öffentliche Nahverkehr ist seit 2006 in den Verkehrsverbund Rhein-Neckar (VRN) integriert, davor war die Stadt seit 2000 Bestandteil des Westpfalz-Verkehrsverbundes (WVV). Der Ort ist über die von der Queichtal Nahverkehrsgesellschaft (QNV) betriebene Buslinie 525 des VRN an das Nahverkehrsnetz angebunden, die nach Bad Bergzabern und Annweiler am Trifels führt. Nächstgelegener Bahnhof ist Wilgartswiesen an der Bahnstrecke Landau–Rohrbach.

### Tourismus

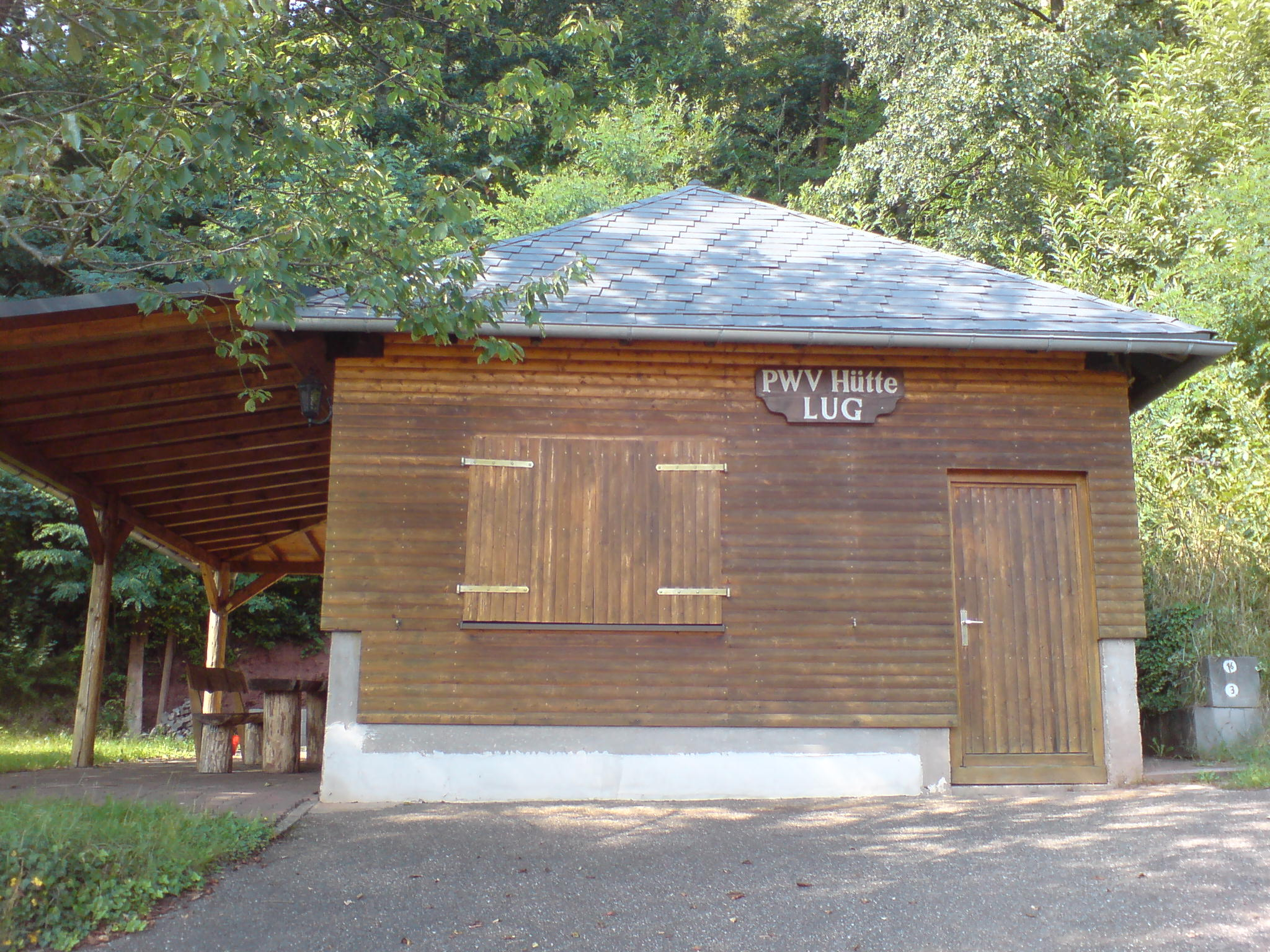
Hütte Lug

Durch die Gemeinde verlaufen sowohl die Haupt- als auch eine Nebenstrecke des Pfälzer Keschdewegs, ferner ein Wanderweg, der mit einem blauen Kreuz gekennzeichnet ist. durch den Osten der Gemarkung führt zudem ein solcher, der mit einem grün-blauen Balken markiert ist und von Göllheim bis nach Eppenbrunn verläuft.  Zudem befindet sich vor Ort die 1980 errichtete Hütte Lug des Pfälzerwald-Vereins.

## Persönlichkeiten

### Söhne und Töchter der Gemeinde
- Walther Dahl (1916–1985), Luftwaffenoffizier
- Franz Leschinger (* 1957), Bildhauer und Mitglied der Gruppe Zwanzig Zehn

### Personen, die vor Ort gewirkt haben
- Winfried Schäfer, Ortsbürgermeister von 1989 bis 2014,[5] seit 2013 Inhaber der Freiherr-vom-Stein-Plakette[10]